# 京元線
京元線（：／ Gyeong'won seon */?）是連接大韓民國首爾特別市龍山區龍山站和江原道鐵原郡白馬高地站的鐵路線。本來可以直達元山，朝鲜半岛南北分治以後自此斷絕。現在龍山站起至漣川站屬於首都圈電鐵，漣川起至白馬高地站原本運行通勤列車，现在停运。

## 概要
一般情況下多稱為「京元線」，但國土交通部的鐵道距離標上的正式名稱是「京元本線」。京元線原來是首爾開始連結元山的鐵路線，朝鲜半岛南北分治以後，位於朝鮮民主主義人民共和國的京元本線休戰線以北路段成為咸鏡線的元山－高原路段和江原線，現在的京元線只適用於大韓民國內龍山－白馬高地的路段。

## 歷史

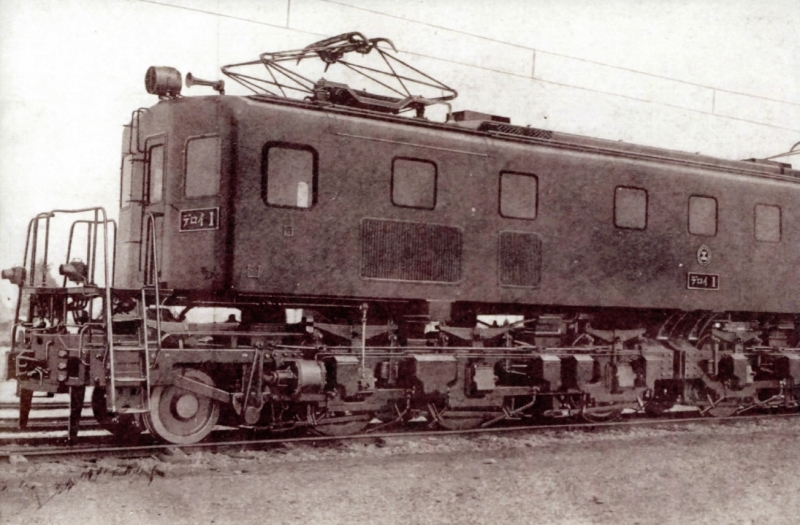
DeRol型電力機車

### 分断前
京元線於朝鮮日治時期開通，連接首爾 (京城)與日本海側港口元山，全長223.7km，於1910年動工，1914年全線通車，路線翻越有朝鮮半島脊梁之稱的太白山脈，其中福溪 - 高山間坡度達25‰。1924年從鐵原站分出私鐵金刚山线，並開行與京元線直通運轉的京城 - 内金剛夜行臨時列車。1928年9月咸鏡線全通，首爾經京元線、至咸鏡線會寧成為京義線之外，另一條朝鮮通往中國的鐵路路徑。1944年福溪 - 高山間大坡度路段電氣化 (直流3KV)，開始運行DeRol型電力機車 (デロイ型，代表電 (デ）、六輪軸　（ロ）、1（イ）型）。
1945年二戰結束，朝鮮半島南北分治，8月24日38度線以北運行中斷，东豆川站成為韓方京元線的北端終點。1953年朝鲜战争結束後，劃定朝韩非军事区，部分原屬朝鮮的京元線劃歸韓方，新炭里站成為韓方京元線新的北端終點。朝鮮的京元線則改稱江原線。

### 分断後
隨著首都漢城經濟的迅速發展，漢城建造城市軌道交通的需求提高。1974年首爾地鐵1號線開通，並與京元線、京釜線、京仁線的電氣化路段直通運轉，成為首都圈電鐵1號線，京元線部分為清涼里至城北。1978年龍山至清涼里雙線化及電氣化，韩国铁道厅也利用京元線龍山至城北的電氣化路段開行京元线龙山-城北运行系统。
2005年龍山至回基編入首都圈電鐵中央線，京元線龍山-城北運行系統停止運營。2006年京元線電氣化路段延伸至逍遙山站，首都圈電鐵1號線也延伸至逍遙山站。2014年龍山線孔德站 - 龍山站開通，首都圈電鐵中央線與首都圈電鐵京義線直通運轉，成為首都圈電鐵京義·中央線。
目前非首都圈電鐵路段為逍遙山 - 白馬高地，2019年以前使用柴聯車運營通勤列車，其中新炭里至白馬高地為2012年通車路段。2019年4月1日因東豆川 - 漣川間電氣化工程，東豆川 - 白馬高地間通勤列車、和平列車停運，2023年12月16日東豆川 - 漣川間電氣化工程完工，成為首都圈電鐵1號線的一部分，但漣川 - 白馬高地仍停運。另外白馬高地至月井里的復原工程也在進行中。

### 年表

#### 朝鮮日治時期
- 1910年10月：京元線動工
- 1911年10月15日：龍山至議政府營業
- 1912年
  - 7月25日：議政府至漣川營業
  - 10月21日：漣川至鐵原營業
- 1913年
  - 7月10日：鐵原至福溪營業
  - 8月21日：龍池院至元山營業
  - 9月25日：福溪至劍拂浪營業
  - 10月21日：高山至龍池院營業
- 1914年
  - 4月11日：葛麻站營業，纛島站改名為往十里站
  - 6月21日：劍拂浪至洗浦營業
  - 8月16日：洗浦至高山營業，京元線全線通車
- 1917年10月1日：西冰庫站營業
- 1928年
  - 5月16日：原安边站改名為培花站
  - 9月1日：安邊站營業
- 1931年
  - 6月15日：漢江里站營業
  - 8月1日：三防峽站營業
- 1935年1月16日：水鐵里臨時站營業
- 1936年12月1日：梨木站營業
- 1938年
  - 5月1日：東京城站改名為清涼里站
  - 6月13日：佳谷站營業
- 1939年6月1日：硯村站營業
- 1941年7月1日：城山站營業
- 1942年
  - 6月1日：清涼里站復名為東京城站
  - 12月1日：新炭里站營業
- 1944年
  - 3月31日：漢江里站、水鐵里臨時站廢站
  - 4月：福溪至高山電氣化(直流3KV)，DeRol型電力機車運行開始

#### 京元線分断後
- 1945年8月24日：38度線以北運行中斷
- 1948年12月25日：州內站營業
- 1950年
  - 6月25日～1953年7月27日：韓戰爆發，新炭里至平康間廢止，軍事分界線以北至元山間請參考江原線
  - 10月5日：哨城里站營業
- 1955年2月1日：御水洞站營業
- 1956年8月21日：新望里站營業
- 1963年3月5日：硯村站改名為城北站
- 1966年6月21日：望月寺站營業

#### 广域电铁化
- 1974年8月15日：韓國外國語大學站營業，清涼里至城北雙線化及電氣化，與首爾地鐵1號線直通運行，並以城北站作終站，編入首都圈電鐵1號線。
- 1975年6月28日：漢灘江站營業
- 1978年12月9日：二村站、鷹峰站營業，龍山至清涼里雙線化及電氣化，開行京元线龙山-城北运行系统。
- 1980年
  - 1月5日：新里門站營業
  - 4月1日：西冰庫站、漢南站、回基站營業
- 1985年
  - 1月14日：石溪站營業
  - 8月22日：城北至倉洞電氣化，首都圈電鐵1號線延伸倉洞
  - 10月18日：玉水站營業
- 1986年9月2日：倉洞至議政府路段電氣化，首都圈電鐵1號線延伸議政府
- 1987年10月5日：議政府北部站營業，議政府─議政府北部電氣化，首都圈電鐵1號線延伸議政府北部
- 1995年11月15日：往十里站开始轉乘首尔地铁5号线
- 1996年
  - 1月1日：徽慶站更名為韓國外國語大學站
  - 10月11日：道峰山站开始轉乘首爾地鐵7號線
- 2000年8月7日：石溪站开始轉乘首尔地铁6号线

#### 21世纪后
- 2004年4月1日：統一號廢止，短途通勤性質的列車改名為通勤列車在各路线繼續運營。
- 2005年
  - 1月30日：紙杏站啟用
  - 12月16日：龍山站至回基站編入首都圈電鐵中央線，京元線龍山-城北運行系統停止運營。
- 2006年12月15日：佳陵 - 東豆川雙線電氣化，東豆川 - 逍遙山電氣化。東豆川站更名為東豆川中央站，東安站更名為東豆川站，麻田分支處升格為麻田號誌站 ，議政府北部站更名為佳陵站，綠楊站、保山站啟用，首都圈電鐵1號線延伸至逍遙山站。
- 2007年12月28日：州內站更名為楊州站，德溪站啟用。
- 2011年
  - 6月29日：受到暴雨後移設工程影響，月溪站至鹿川站間懸崖崩塌，土石流至現有的路線和道路上後造成傷亡。
  - 7月28日：受到韓國中部集中暴雨影響而導致路線流失，列車因此停駛。
  - 9月起：線路流失區間恢復工程開始。
- 2012年
  - 2月28日：京春線準高速列車ITX-青春運行開始。
  - 3月21日：東豆川站至新炭里站通勤列車再度運行，同時減开至單向1日6班。
  - 7月1日：東豆川站至新炭里站間通勤列車班次回復至線路流失以前基準。回龍站开始轉乘議政府輕電鐵 。
  - 10月6日：往十里站开始轉乘盆唐線。
  - 11月20日：新炭里站至白馬高地站通車。
- 2013年
  - 2月25日：城北站更名為光大學站。
  - 11月4日：光大學站开始轉乘首都圈電鐵京春線。
- 2014年
  - 8月1日：清涼里站至白馬高地站和平列車（DMZ-train）開始運行。
  - 10月31日：東豆川站至漣川站雙線電氣化動工。
  - 12月27日：龍山線孔德站 - 龍山站開通，首都圈電鐵中央線與首都圈電鐵京義線直通運轉，成為首都圈電鐵京義·中央線。
- 2015年8月5日：白馬高地站至月井里站復原工程開始。
- 2019年4月1日：因東豆川 - 漣川間電氣化工程，東豆川 - 白馬高地間通勤列車、和平列車停運。
- 2023年12月16日：東豆川 - 漣川電氣化完工，首都圈電鐵1號線延伸至漣川站。漣川 - 白馬高地仍停運。
- 未定：漣川 - 白馬高地復駛，白馬高地站至月井里站復原。

## 車站列表

### 現行車站列表
- 首都圈電鐵京義·中央線（龍山－回基段）、首都圈電鐵1號線（回基－漣川段）、停运（漣川－白馬高地段）[1]
- 首都圈電鐵使用副站名的標記除外。

| 營運系統               | 車站編號               | 中文站名               | 韓文站名               | 英文站名               | 接續路線                                                                           | 站間距離               | 累積距離               | 所在地                 | 所在地                 |                        |
| ↑ 龍山線孝昌公園站方向 | ↑ 龍山線孝昌公園站方向 | ↑ 龍山線孝昌公園站方向 | ↑ 龍山線孝昌公園站方向 | ↑ 龍山線孝昌公園站方向 | ↑ 龍山線孝昌公園站方向                                                             | ↑ 龍山線孝昌公園站方向 | ↑ 龍山線孝昌公園站方向 | ↑ 龍山線孝昌公園站方向 | ↑ 龍山線孝昌公園站方向 | ↑ 龍山線孝昌公園站方向 |
| ---------------------- | ---------------------- | ---------------------- | ---------------------- | ---------------------- | ---------------------------------------------------------------------------------- | ---------------------- | ---------------------- | ---------------------- | ---------------------- | ---------------------- |
| 首都圈電鐵京義·中央線  | K110                   | 龍山                   |                        |                        | 京釜線 (●首都圈電鐵1號線)                                                          | -                      | 0.0                    | 首爾特別市             | 龍山區                 |                        |
| 首都圈電鐵京義·中央線  |                        | 三角線（分歧）         |                        | -                      | 龍山三角線                                                                         | 0.8                    | 0.8                    | 首爾特別市             | 龍山區                 |                        |
| 首都圈電鐵京義·中央線  | K111                   | 二村                   |                        |                        | 首爾地鐵4號線 (●首都圈电铁4号线)                                                   | 1.9                    | 1.9                    | 首爾特別市             | 龍山區                 |                        |
| 首都圈電鐵京義·中央線  | K112                   | 西冰庫                 |                        |                        |                                                                                    | 1.7                    | 3.6                    | 首爾特別市             | 龍山區                 |                        |
| 首都圈電鐵京義·中央線  | K113                   | 漢南                   |                        |                        |                                                                                    | 1.9                    | 5.5                    | 首爾特別市             | 龍山區                 |                        |
| 首都圈電鐵京義·中央線  | K114                   | 玉水                   |                        |                        | 首爾地鐵3號線 (●首都圈電鐵3號線)                                                   | 1.6                    | 7.1                    | 首爾特別市             | 城東區                 |                        |
| 首都圈電鐵京義·中央線  | K115                   | 鷹峰                   |                        |                        |                                                                                    | 1.8                    | 8.9                    | 首爾特別市             | 城東區                 |                        |
| 首都圈電鐵京義·中央線  | K116                   | 往十里                 |                        |                        | ●首爾地鐵2號線 首爾地鐵5號線 (●首都圈電鐵5號線) 盆唐線 (●首都圈電鐵水仁·盆唐線)    | 1.4                    | 10.3                   | 首爾特別市             | 城東區                 |                        |
| 首都圈電鐵京義·中央線  | K117                   | 清涼里                 |                        |                        | 中央線(●首都圈電鐵京義·中央線、●首都圈電鐵京春線) 首爾地鐵1號線 (●首都圈電鐵1號線) | 2.4                    | 12.7                   | 首爾特別市             | 東大門區               |                        |
| 首都圈電鐵1號線        | 124                    | 清涼里                 |                        |                        | 中央線(●首都圈電鐵京義·中央線、●首都圈電鐵京春線) 首爾地鐵1號線 (●首都圈電鐵1號線) | 2.4                    | 12.7                   | 首爾特別市             | 東大門區               |                        |
| 首都圈電鐵1號線        | K118 123               | 回基                   |                        |                        | 中央線 (●首都圈電鐵京義·中央線 ●首都圈電鐵京春線)                                  | 1.4                    | 14.1                   | 首爾特別市             | 東大門區               |                        |
| 首都圈電鐵1號線        | 122                    | 韓國外國語大學         |                        |                        |                                                                                    | 0.8                    | 14.9                   | 首爾特別市             | 東大門區               |                        |
| 首都圈電鐵1號線        | 121                    | 新里門                 |                        |                        |                                                                                    | 0.8                    | 15.7                   | 首爾特別市             | 東大門區               |                        |
| 首都圈電鐵1號線        | 120                    | 石溪                   |                        |                        | ●首尔地铁6号线                                                                     | 1.4                    | 17.1                   | 首爾特別市             | 蘆原區                 |                        |
| 首都圈電鐵1號線        | 119                    | 光大學                 |                        |                        | 忘憂線 (●首都圈電鐵京春線)                                                         | 1.1                    | 18.2                   | 首爾特別市             | 蘆原區                 |                        |
| 首都圈電鐵1號線        | 118                    | 月溪                   |                        |                        |                                                                                    | 1.1                    | 19.3                   | 首爾特別市             | 蘆原區                 |                        |
| 首都圈電鐵1號線        | 117                    | 鹿川                   |                        |                        |                                                                                    | 1.4                    | 20.7                   | 首爾特別市             | 道峰區                 |                        |
| 首都圈電鐵1號線        | 116                    | 倉洞                   |                        |                        | 首爾地鐵4號線(●首都圈电铁4号线)                                                    | 1.0                    | 21.7                   | 首爾特別市             | 道峰區                 |                        |
| 首都圈電鐵1號線        | 115                    | 放鶴                   |                        |                        |                                                                                    | 1.7                    | 23.4                   | 首爾特別市             | 道峰區                 |                        |
| 首都圈電鐵1號線        | 114                    | 道峰                   |                        |                        |                                                                                    | 1.3                    | 24.7                   | 首爾特別市             | 道峰區                 |                        |
| 首都圈電鐵1號線        | 113                    | 道峰山                 |                        |                        | ●首爾地鐵7號線                                                                     | 1.2                    | 25.9                   | 首爾特別市             | 道峰區                 |                        |
| 首都圈電鐵1號線        | 112                    | 望月寺                 |                        |                        |                                                                                    | 2.3                    | 28.2                   | 京畿道                 | 議政府市               |                        |
| 首都圈電鐵1號線        | 111                    | 回龍                   |                        |                        | ●議政府輕電鐵                                                                      | 1.4                    | 29.6                   | 京畿道                 | 議政府市               |                        |
| 首都圈電鐵1號線        | 110                    | 議政府                 |                        |                        |                                                                                    | 1.6                    | 31.2                   | 京畿道                 | 議政府市               |                        |
| 首都圈電鐵1號線        | 109                    | 佳陵                   |                        |                        |                                                                                    | 1.2                    | 32.4                   | 京畿道                 | 議政府市               |                        |
| 首都圈電鐵1號線        | 108                    | 綠楊                   |                        |                        |                                                                                    | 1.3                    | 33.7                   | 京畿道                 | 議政府市               |                        |
| 首都圈電鐵1號線        | 107                    | 楊州                   |                        |                        |                                                                                    | 1.6                    | 35.3                   | 京畿道                 | 楊州市                 |                        |
| 首都圈電鐵1號線        | 106                    | 德溪                   |                        |                        |                                                                                    | 5.3                    | 40.6                   | 京畿道                 | 楊州市                 |                        |
| 首都圈電鐵1號線        | 105                    | 德亭                   |                        |                        |                                                                                    | 2.9                    | 43.5                   | 京畿道                 | 楊州市                 |                        |
| 首都圈電鐵1號線        | 104                    | 紙杏                   |                        |                        |                                                                                    | 5.6                    | 49.1                   | 京畿道                 | 東豆川市               |                        |
| 首都圈電鐵1號線        | 103                    | 東豆川中央             |                        |                        |                                                                                    | 1.0                    | 50.1                   | 京畿道                 | 東豆川市               |                        |
| 首都圈電鐵1號線        | 102                    | 保山                   |                        |                        |                                                                                    | 1.4                    | 51.5                   | 京畿道                 | 東豆川市               |                        |
| 首都圈電鐵1號線        | 101                    | 東豆川                 |                        |                        |                                                                                    | 1.6                    | 53.1                   | 京畿道                 | 東豆川市               |                        |
| 首都圈電鐵1號線        | 100                    | 逍遙山                 |                        |                        |                                                                                    | 2.4                    | 55.5                   | 京畿道                 | 東豆川市               |                        |
| 首都圈電鐵1號線        | 100-1                  | 青山                   |                        |                        |                                                                                    | 5.8                    | 61.3                   | 京畿道                 | 漣川郡                 |                        |
| 首都圈電鐵1號線        | 100-2                  | 全谷                   |                        |                        |                                                                                    | 3.3                    | 64.6                   | 京畿道                 | 漣川郡                 |                        |
| 首都圈電鐵1號線        | 100-3                  | 漣川                   |                        |                        |                                                                                    | 8.7                    | 73.3                   | 京畿道                 | 漣川郡                 |                        |
| 停运                   |                        | 新望里                 |                        |                        |                                                                                    | 4.0                    | 77.3                   | 京畿道                 | 漣川郡                 |                        |
| 停运                   |                        | 大光里                 |                        |                        |                                                                                    | 7.0                    | 84.3                   | 京畿道                 | 漣川郡                 |                        |
| 停运                   |                        | 新炭里                 |                        |                        |                                                                                    | 4.4                    | 88.7                   | 京畿道                 | 漣川郡                 |                        |
| 停运                   |                        | 白馬高地               |                        |                        |                                                                                    | 5.6                    | 94.3                   | 江原道鐵原郡           | 江原道鐵原郡           |                        |

### 廢站
- 漢灘江：2019年4月1日因東豆川 - 漣川間電氣化工程停運；2023年12月16日正式廢站。廢站時距龍山起点62.7公里，位於京畿道漣川郡。

### 軍事分界線以南未運行路段
| 中文站名 | 韓文站名 | 英文站名 | 接續路線       | 站間距離 | 累積距離 | 所在地 | 所在地 |
| -------- | -------- | -------- | -------------- | -------- | -------- | ------ | ------ |
| 鐵原     |          |          | 金剛山線       | 5.7      | 94.5     | 江原道 | 鐵原郡 |
| 月井     |          |          | 江原線（北韓） | 9.1      | 103.6    | 江原道 | 鐵原郡 |

### 1945年7月當時的車站列表
| 當時中文站名 | 當時韓文站名 | 現時中文站名 | 現時韓文站名 | 營業距離 （公里） | 接續路線                   | 所在地 （1945年當時） | 所在地 （1945年當時） | 所在地 （1945年當時） |
| ------------ | ------------ | ------------ | ------------ | ----------------- | -------------------------- | --------------------- | --------------------- | --------------------- |
| 龍山         |              |              |              | 0.0               | 京釜線 龍山線              | 京畿道                | 京城府                | 龍山區                |
| 西冰庫       |              |              |              | 3.6               |                            | 京畿道                | 京城府                | 龍山區                |
| 往十里       |              |              |              | 10.4              |                            | 京畿道                | 京城府                | 城東區                |
| 清涼里       |              |              |              | 12.6              | 京慶線（中央線）           | 京畿道                | 京城府                | 東大門區              |
| 硯村         |              | 光大學       |              | 18.2              | 京春鐵道（舊京春線）       | 京畿道                | 楊州郡                | 蘆海面                |
| 倉洞         |              |              |              | 21.8              |                            | 京畿道                | 楊州郡                | 蘆海面                |
| 議政府       |              |              |              | 31.3              |                            | 京畿道                | 楊州郡                | 議政府邑              |
| 德亭         |              |              |              | 43.8              |                            | 京畿道                | 楊州郡                | 檜泉面                |
| 東豆川       |              |              |              | 53.3              |                            | 京畿道                | 楊州郡                | 伊淡面                |
| 全谷         |              |              |              | 65.4              |                            | 京畿道                | 漣川郡                | 全谷面                |
| 漣川         |              |              |              | 74.0              |                            | 京畿道                | 漣川郡                | 漣川面                |
| 大光里       |              |              |              | 84.5              |                            | 江原道                | 鐵原郡                | 新西面                |
| 新炭里       |              |              |              | 89.0              |                            | 江原道                | 鐵原郡                | 新西面                |
| 鐵原         |              |              |              | 98.1              | 金剛山線                   | 江原道                | 鐵原郡                | 鐵原邑                |
| 月井         |              |              |              | 103.1             |                            | 江原道                | 鐵原郡                | 北面                  |
| 佳谷         |              |              |              | 113.1             |                            | 江原道                | 平康郡                | 南面                  |
| 平康         |              |              |              | 119.9             |                            | 江原道                | 平康郡                | 平康邑                |
| 福溪         |              |              |              | 123.7             |                            | 江原道                | 平康郡                | 平康邑                |
| 梨木         |              |              |              | 134.6             |                            | 江原道                | 平康郡                | 縣內面                |
| 劍拂浪       |              |              |              | 139.4             |                            | 江原道                | 平康郡                | 洗浦面                |
| 城山         |              |              |              | 144.4             |                            | 江原道                | 平康郡                | 洗浦面                |
| 洗浦         |              | 洗浦青年     |              | 151.6             |                            | 江原道                | 平康郡                | 洗浦面                |
| 三防峽       |              | 三防         |              | 159.3             |                            | 咸鏡南道              | 安邊郡                | 新高山面              |
| 三防         |              | 落川         |              | 163.2             |                            | 咸鏡南道              | 安邊郡                | 新高山面              |
| 高山         |              |              |              | 177.6             |                            | 咸鏡南道              | 安邊郡                | 新高山面              |
| 龍池院       |              |              |              | 184.1             |                            | 咸鏡南道              | 安邊郡                | 釋王寺面              |
| 釋王寺       |              | 光明         |              | 192.2             |                            | 咸鏡南道              | 安邊郡                | 釋王寺面              |
| 南山         |              |              |              | 201.6             |                            | 咸鏡南道              | 安邊郡                | 釋王寺面              |
| 安邊         |              |              |              | 208.0             | 東海北部線（金剛山青年線） | 咸鏡南道              | 安邊郡                | 培花面                |
| 培花         |              |              |              | 212.9             |                            | 咸鏡南道              | 安邊郡                | 培花面                |
| 葛麻         |              |              |              | 219.6             |                            | 咸鏡南道              | 元山府                | 元山府                |
| 元山         |              |              |              | 223.7             | 咸鏡線                     | 咸鏡南道              | 元山府                | 元山府                |

### 未來發展
未來路線可能會與新盆唐線直通運轉，成為新盆唐線的北面延伸線，時間未定，但會在2010年新盆唐線通車以後。